# Milos Dragoilovich
Milos Dragoilovich (Kragujevac, Reino de Yugoslavia, 21 de noviembre de 1927 - 6 de septiembre de 2011) fue un futbolista serbio que jugaba como delantero y estuvo en clubes de Perú y Colombia.

## Trayectoria
Llegó al Perú como exiliado del gobierno del mariscal Tito desembarcando en el Callao junto a otros inmigrantes europeos en 1948. El dirigente de Sport Boys Manuel Cantuarias indagó entre los llegados por futbolistas para reforzar a su equipo. Fueron preseleccionados siete jugadores de los cuales finalmente solo quedaron serbio Milos Dragoilovich y el veterano croata Lusic. Dragoilovich fue el primero en debutar convirtiéndose en el primer futbolista extranjero en jugar oficialmente por el  Sport Boys. Luego emigró a Colombia en la época del "Dorado" donde jugó en el Cúcuta Deportivo, Samarios, Universidad e Independiente Santa Fe.

## Clubes
- Sport Boys
- Cúcuta Deportivo
- Samarios
- Universidad
- Independiente Santa Fe